# Cueva de los Ingleses
La Cueva de los Ingleses (en menorquín: La Cova dels Anglesos) es una cueva situada a los pìes de  Mola de Fornells, a su vez situada al este de la  bahía de Fornells.
Es una las numerosas cuevas excavadas por el mar en la costa norte de la isla de Menorca.
Enl nombre de Cueva de los Ingleses proviene de una leyenda sobre unos ingleses que entraron y no supieron salir.
En una cueva que se encuentra actualmente bajo el nivel del mar por lo que es necesario bucear para acceder a su interior.
La cueva solo es accesible por mar y en su interior se abre un galería de cuarenta metros de longitud formada por cuatro cámaras.
La entrada de la cueva está situada en un tramo de costa denominado En Portuguès, en español El Portugués, situado entre la Punta des Morter (Punta del Mortero) y la Punta de Na Guillemassa (Punta de la Guillemassa). 
Otras cuevas presentes en esta zona reciben los siguientes nombresː
- Cova d'Es Orgues (Cueva de los Órganos) en coordenadas 40,063490 N 4,160830 E
- Cova de Ses Bruixes (Cueva de las Brujas) en coordenadas 40,061375 N 4,167061 E
- Cova de ses Imatges (Cueva de las Imágenes)
- Cova des Bufador (Cueva del Sopladero)
- Cueva de La Bonita (Cova de Na Polida)
- Cuevas del rayo (Coves d'es Llamp)